# Taron (slak)
Taron is een geslacht van weekdieren uit de klasse van de Gastropoda (slakken).

## Soorten
- Taron albocostus Ponder, 1968
- Taron dubius (Hutton, 1878)
- Taron mouatae Powell, 1940
- Taron scottae (Marwick, 1965) †